# Championnats d'Europe de gymnastique acrobatique 2009
Navigation
Édition précédente Édition suivante
Les championnats d'Europe de gymnastique acrobatique 2009, vingt-quatrième édition des championnats d'Europe de gymnastique acrobatique, ont eu lieu en 2009 à Vila do Conde, au Portugal.

## Podiums
| Épreuves                      | Or                                                                         | Argent                                                                    | Bronze                                                                     |
| ----------------------------- | -------------------------------------------------------------------------- | ------------------------------------------------------------------------- | -------------------------------------------------------------------------- |
| Duo masculin                  |                                                                            |                                                                           |                                                                            |
| Général résultats détaillés   | Russie Alexey Dudchenko Konstantin Pilipchuk                               | Royaume-Uni Douglas Fordyce Edward Upcott                                 | Portugal João Maia Tiago Figueiredo                                        |
| Statique résultats détaillés  | Russie Alexey Dudchenko Konstantin Pilipchuk                               | Portugal João Maia Tiago Figueiredo                                       | Royaume-Uni Douglas Fordyce Edward Upcott                                  |
| Dynamique résultats détaillés | Royaume-Uni Douglas Fordyce Edward Upcott                                  | Portugal João Maia Tiago Figueiredo                                       | Russie Alexey Dudchenko Konstantin Pilipchuk                               |
| Duo féminin                   |                                                                            |                                                                           |                                                                            |
| Général résultats détaillés   | Biélorussie Alina Yushko Katsiaryna Murashko                               | Royaume-Uni Maiken Thorne Mollie Grehan                                   | Azerbaïdjan Ayla Ahmadova Dilara Sultanova                                 |
| Statique résultats détaillés  | Biélorussie Alina Yushko Katsiaryna Murashko                               | Azerbaïdjan Ayla Ahmadova Dilara Sultanova                                | Belgique Tatjana De Vos Florence Henrist                                   |
| Dynamique résultats détaillés | Azerbaïdjan Ayla Ahmadova Dilara Sultanova                                 | Ukraine Kateryna Sytnikova Anastasiya Melnychenko                         | Biélorussie Alina Yushko Katsiaryna Murashko                               |
| Duo mixte                     |                                                                            |                                                                           |                                                                            |
| Général résultats détaillés   | Belgique Julie Van Gelder Menno Vanderghote                                | Russie Tatiana Okulova Revaz Gurgenidze                                   | Royaume-Uni Katie Axten Nicholas Illingworth                               |
| Statique résultats détaillés  | Belgique Julie Van Gelder Menno Vanderghote                                | Russie Tatiana Okulova Revaz Gurgenidze                                   | Royaume-Uni Katie Axten Nicholas Illingworth                               |
| Dynamique résultats détaillés | Russie Tatiana Okulova Revaz Gurgenidze                                    | Belgique Julie Van Gelder Menno Vanderghote                               | Royaume-Uni Katie Axten Nicholas Illingworth                               |
| Quatuor masculin              |                                                                            |                                                                           |                                                                            |
| Général résultats détaillés   | Biélorussie Vadzim Ulasevich Kiryl Zhdanovich Artsiom Khvalko Kiryl Shatau | Bulgarie Nikolay Ivanov Venelin Parvanov Velcho Stoyanov Milen Gospodinov | Pologne Tomasz Antonowicz Szymon Rudyk Michał Jarczak Maciej Piasecki      |
| Statique résultats détaillés  | Royaume-Uni Alex Uttley Adam Buckingham Adam McAssey Jonathan Stranks      | Ukraine Roman Urazbakiyev Denis Kriuchkov Andrii Lytvak Andriy Bilozor    | Bulgarie Nikolay Ivanov Venelin Parvanov Velcho Stoyanov Milen Gospodinov  |
| Dynamique résultats détaillés | Royaume-Uni Alex Uttley Adam Buckingham Adam McAssey Jonathan Stranks      | Ukraine Roman Urazbakiyev Denis Kriuchkov Andrii Lytvak Andriy Bilozor    | Biélorussie Vadzim Ulasevich Kiryl Zhdanovich Artsiom Khvalko Kiryl Shatau |
| Trio féminin                  |                                                                            |                                                                           |                                                                            |
| Général résultats détaillés   | Russie Ekaterina Loginova Ekaterina Stroynova Aygul Shaykhutdinova         | Ukraine Nataliya Vinnik Kateryna Kalyta Yuliya Odintsova                  | Royaume-Uni Jennie Miller Emma Walters Katherine Smith                     |
| Statique résultats détaillés  | Russie Ekaterina Loginova Ekaterina Stroynova Aygul Shaykhutdinova         | Ukraine Nataliya Vinnik Kateryna Kalyta Yuliya Odintsova                  | Belgique Corinne Van Hombeeck Maaike Croket Eloise Vanstaen                |
| Dynamique résultats détaillés | Russie Ekaterina Loginova Ekaterina Stroynova Aygul Shaykhutdinova         | Ukraine Nataliya Vinnik Kateryna Kalyta Yuliya Odintsova                  | Belgique Corinne Van Hombeeck Maaike Croket Eloise Vanstaen                |

## Tableau des médailles
| Rang  | Nation      | Or | Argent | Bronze | Total |
| ----- | ----------- | -- | ------ | ------ | ----- |
| 1     | Russie      | 6  | 2      | 1      | 9     |
| 2     | Royaume-Uni | 3  | 2      | 5      | 10    |
| 3     | Biélorussie | 3  | 0      | 2      | 5     |
| 4     | Belgique    | 2  | 1      | 3      | 6     |
| 5     | Azerbaïdjan | 1  | 1      | 1      | 3     |
| 6     | Ukraine     | 0  | 6      | 0      | 6     |
| 7     | Portugal    | 0  | 2      | 1      | 3     |
| 8     | Bulgarie    | 0  | 1      | 1      | 2     |
| 9     | Pologne     | 0  | 0      | 1      | 1     |
| Total | Total       | 15 | 15     | 15     | 45    |